# Sant'Ignazio all'Olivella
Sant'Ignazio all'Olivella es una iglesia en Palermo.   

## Historia

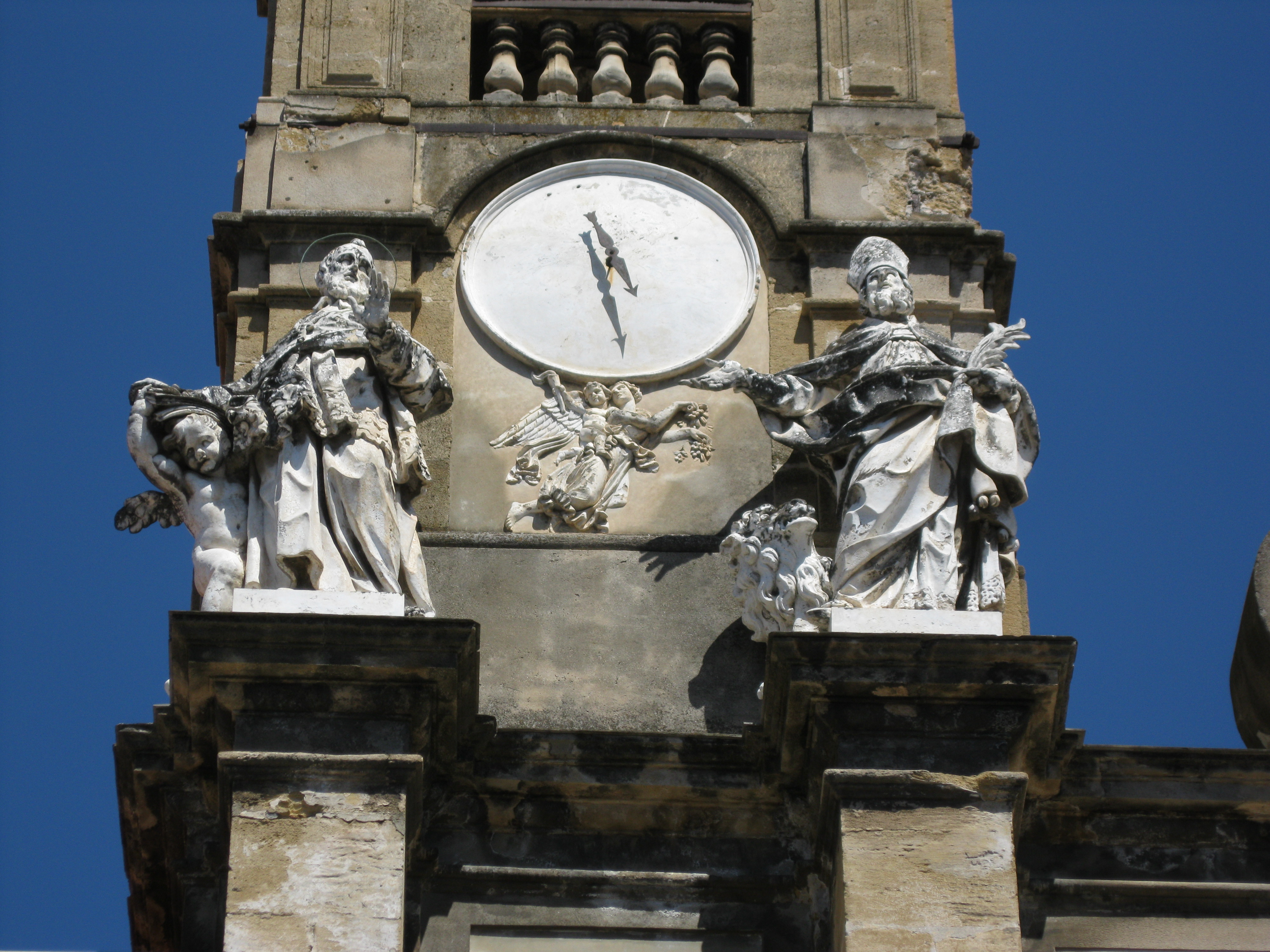
Detalle del campanario izquierdo

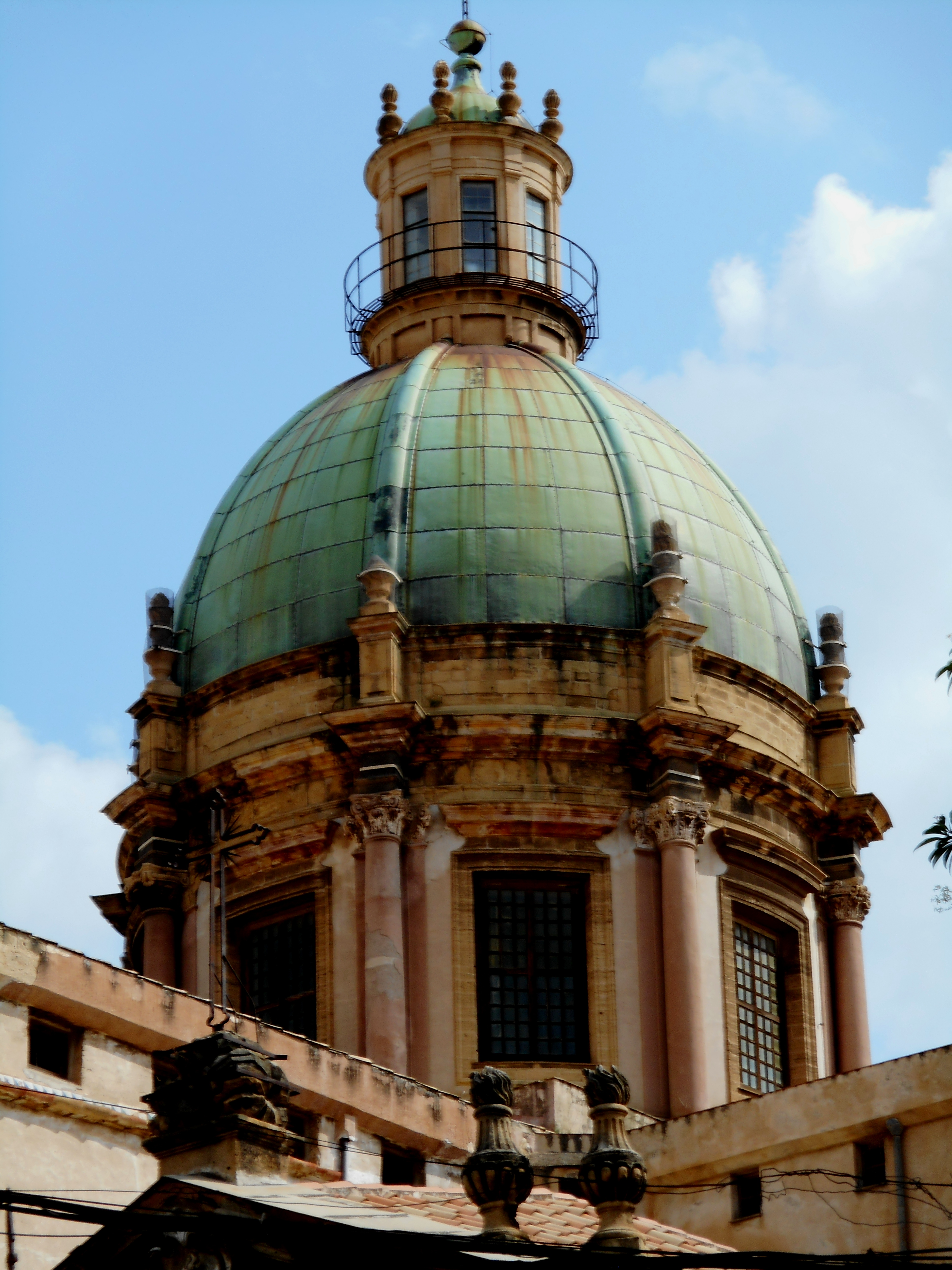
la cúpula

### Era española
- 1593, fundación de la congregación.  Reconocimiento papal con la bula papal de Clemente VIII de 1597.
- 1597, cesión de la iglesia original de San Pietro Martire, considerada posteriormente demasiado pequeña.
- 1598, compromiso con la Compañía de Santa Caterina para obtener el terreno donde se encontraba la pequeña iglesia de Santa Rosalía, en época normanda la zona estaba ocupada por la casa de la familia Sinibaldi. Hoy en día, en el patio del claustro del oratorio de Santa Caterina d'Alessandria all'Olivella se puede admirar el pozo de Santa Rosalía, reserva y abastecimiento de agua de la residencia. Inicio del trabajo.[1]
- 1622, se define la construcción del cuerpo principal del edificio iniciado según un diseño de Antonio Muttone sin la cúpula.
- 1711, consagración solemne presidida por Bartolomeo Castelli obispo de Mazara del Vallo.  Dedicatoria de los Padres Oratorianos a San Ignacio Mártir.
- 1732, la cúpula diseñada por Francesco Ferrigno es realizada por el maestro de obras Simone Marvuglia, padre de Giuseppe Venanzio Marvuglia.
- 1752 se añadieron a la fachada principal los dos campanarios laterales. Los grandes pasos en 1775.
- 1760 diseño de la decoración del presbiterio y de la nave central por el arquitecto Giuseppe Venanzio Marvuglia.

### Era contemporánea
- 5 de abril de 1943, se reconstruyen el crucero y la cúpula tras la guerra tras los daños sufridos durante los bombardeos. Destrucción del lado sur del patio principal del Museo.
- 1950, reconstrucción del ala sur del patio principal arruinada por los bombardeos que dañaron gravemente la cúpula y ampliación de los espacios originales de las ventanas que dan a Via Bara.

El estilo es barroco, uno de los ejemplos más suntuosos de la ciudad. La iglesia retoma la clásica planta de cruz latina con tres naves separadas por columnas, capillas laterales y suelo de mármol de diversos tipos y colores. La fachada está rodeada por dos altos campanarios  a los que se han añadido recientemente dos relojes, mientras que en el interior se conservan valiosas obras de arte y decoraciones barrocas.

## Fachada
La fachada es de estilo barroco - romano y data de 1690, con dos campanarios añadidos en 1752. Los relojes fueron colocados en una época posterior. En el segundo orden de la cornisa saliente, cerca de las pilastras de las esquinas de los campanarios, se encuentran: las estatuas de San Filippo Neri y Santa Rosalía colocadas en 1651, de Sant'Ignazio Martire y San Francesco de Sales colocadas en 1751.  En el interior del tímpano hay un medallón con la reproducción de una Virgen con el Niño del siglo XVII. Los leones tallados en las puertas simbolizan el martirio de San Ignacio mientras que el corazón en llamas es el símbolo de la Congregación del Oratorio de San Felipe Neri.